# 上里サービスエリア
上里サービスエリア（かみさとサービスエリア）は、埼玉県児玉郡上里町五明にある、関越自動車道のサービスエリア (SA) である。上里スマートインターチェンジ（上里SIC）を併設する。

## 道路
- E17 関越自動車道（8-1番）

直接接続（スマートインターチェンジ）
- 上里町道2480号線（上り線）
- 上里町道2087号線（下り線）

間接接続（スマートインターチェンジ）
- 埼玉県道131号児玉新町線
- 国道17号

## 沿革

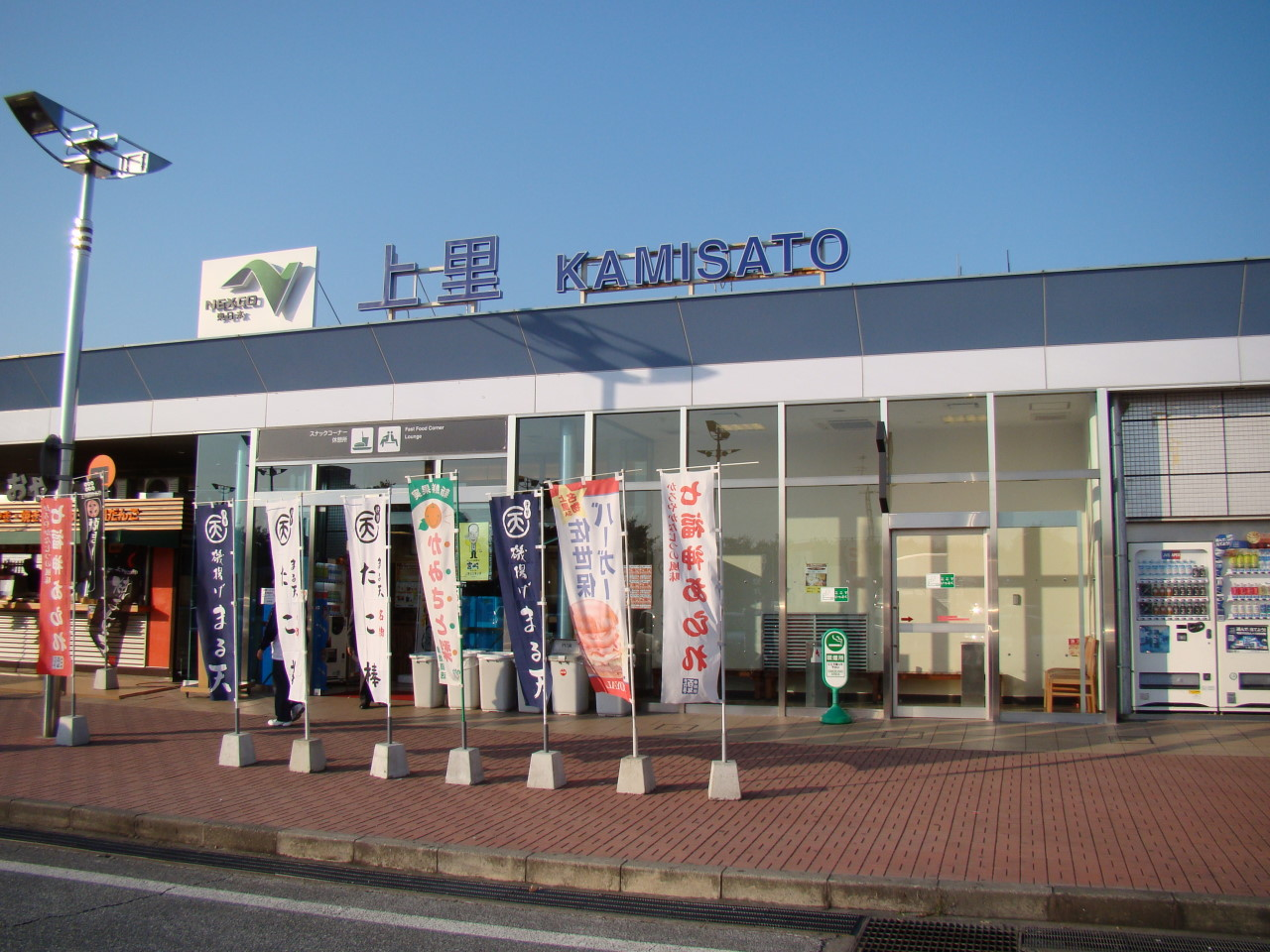
リニューアル前の上り側施設

- 1980年（昭和55年）7月17日：東松山IC - 前橋IC間の開通に伴い供用開始。
- 2015年（平成27年）12月20日：SICが供用開始。
- 2016年（平成28年）4月27日：上り線の施設がドラマチックエリア上里としてグランドオープン。
- 2023年（令和5年）12月13日：下り線のレストラン「Grill Kamisato〈グリル かみさと〉」とテイクアウトコーナー「芋スイーツ専門店 いもさと」がオープン。

## 施設

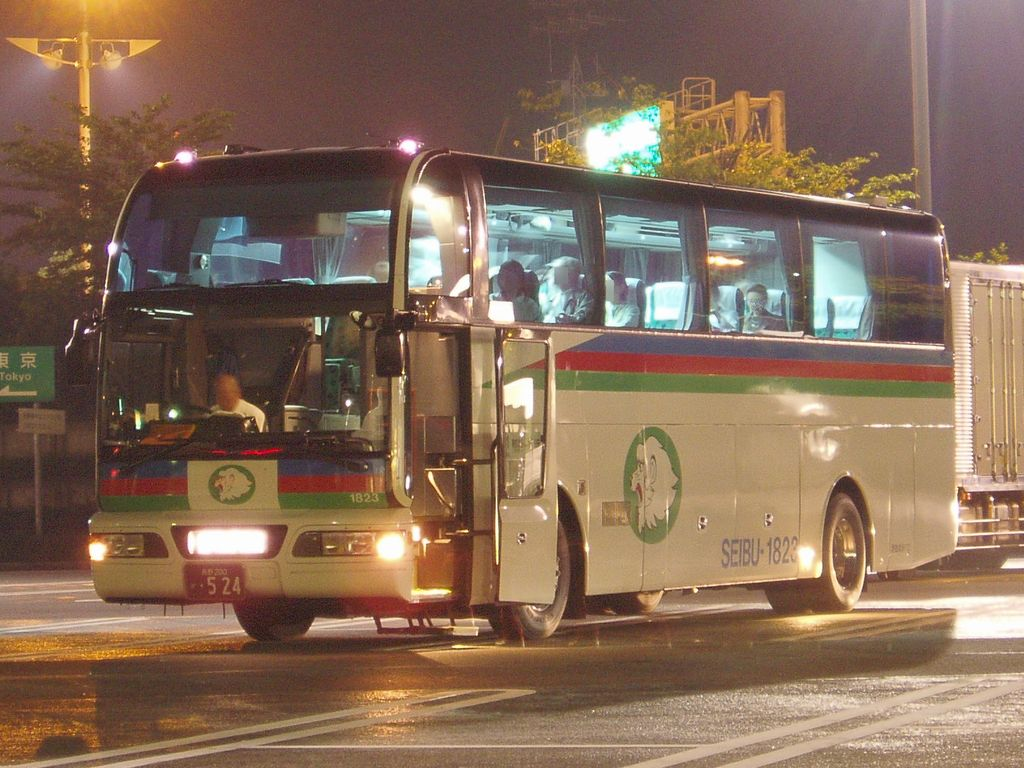
当SAに停車する西武高原バスの車両

下り線のレストランなどの施設は、西武グループ系列の西武レクリエーションが運営している。かつては西武鉄道が西武レクリエーションに業務委託する形で運営していたが、2023年の西武グループ再編により当SA運営事業などのレジャー事業が西武鉄道から分割され、西武レクリエーションの直営となった。同じく西武グループに属する西武バスおよび共同運行各社が運行する関越自動車道経由の高速バス路線は上下線とも当SAで休憩する。また、大型連休中にはNACK5でCMを流す。
上下線とも一般道からの出入口と駐車場を設けている。

### 上り線（東京方面）
上り線のコンセプトは「食を通じて"旅の想い"を紡ぐ里」である。
- 駐車場
  - 大型 49台
  - 小型 311台
- トイレ（オストメイト対応設備あり）
  - 男性 大14（和式3・洋式11）、小38
  - 女性 67（和式7・洋式60）
    - 同伴の男児用 4

  - 車椅子用 2
- ガソリンスタンド（ENEOS（つくばね石油）、24時間営業）
- 給電スタンド（24時間）
- 黄金色の豚（レストラン、11:00 - 22:00）[2]
- フードコート
  - 饂飩蕎麦 彩の国（24時間）
  - 天丼てんや HIGHWAY (11:00 - 22:00)
  - 上州ぽ〜く亭 (10:00 - 22:00)
  - ラーメン「麺の匠 三州」（24時間）[3]
  - 神様ちゃんぽん (11:00 - 22:00)
- kamisato cafe' (10:00 - 20:00)
- テイクアウトコーナー (10:00 - 20:00)
- ショッピングコーナー（24時間）
- Panini KITCHEN ロイヤルベーカリー（ロイヤル空港高速フードサービス、8:00 - 20:00）
- 磯揚げ天 三山亭 (10:00 - 20:00)
- ささ家 (10:00 - 20:00)
- ロイヤルスイーツ (10:00 - 20:00)
- 上州芋屋（平日 9:00 - 19:00 / 休日 9:00 - 20:00）
- スターバックス (7:00 - 22:00)

2007年11月オープン。SA内設置の初の別棟タイプの店舗の1つ
- 自動販売機
- ハイウェイ情報ターミナル
- 携帯電話充電器
- インフォメーション・FAXサービス（平日 8:00 - 20:00 / 土日祝日 9:00 - 22:00）
- 郵便ポスト（上里郵便局）
- 宝くじコーナー (9:00 - 17:00)
- 公衆無線LAN (FREESPOT)・コイン式インターネット端末
- ATM（セブン銀行）

隣接地に上里カンターレがある。エリアスタンプは長瀞である。

### 下り線（長岡方面）
- 駐車場
  - 大型 93台
  - 小型 201台
- トイレ（オストメイト対応設備あり）
  - 男性 大14（和式3・洋式11）、小37
  - 女性 62（和式11・洋式51）
    - 同伴の男児用 3

  - 車椅子用 2
- ガソリンスタンド（出光興産（エネクスフリート（株））、24時間）
  - 以前[いつ?]は角張（株）が運営していた。
- 給電スタンド（24時間）
- レストラン「Grill Kamisato〈グリル かみさと〉」（平日 7:00 - 16:00 / 土日祝日 6:00 - 20:00）[5]
- テイクアウトコーナー「芋スイーツ専門店 いもさと」（平日 8:00 - 17:00 / 土日祝日 7:00 - 17:00）[5]
- フードコート（西武レクリエーション、24時間）
  - 蔵仕込みラーメンKURA
  - 自家製うどん麦さと屋
  - 姫軒
- ベーカリー プリンスフルーニ （西武レクリエーション、7:00 - 20:00）
- ショッピング（西武レクリエーション、24時間）
- スターバックス (7:00 - 22:00)

2007年11月オープン。SA内設置の初の別棟タイプの店舗の1つ
- 自動販売機
- ハイウェイ情報ターミナル
- 携帯電話充電器
- インフォメーション・FAXサービス（平日 7:00 - 19:00 / 土日祝日 7:00 - 22:00）
- 郵便ポスト（上里郵便局）
- ALSOK MMK
  - ATM（みずほ銀行）
- 公衆無線LAN (FREESPOT)・コイン式インターネット端末

エリアスタンプは隣接する群馬県の少林山達磨寺である。

## スマートインターチェンジ

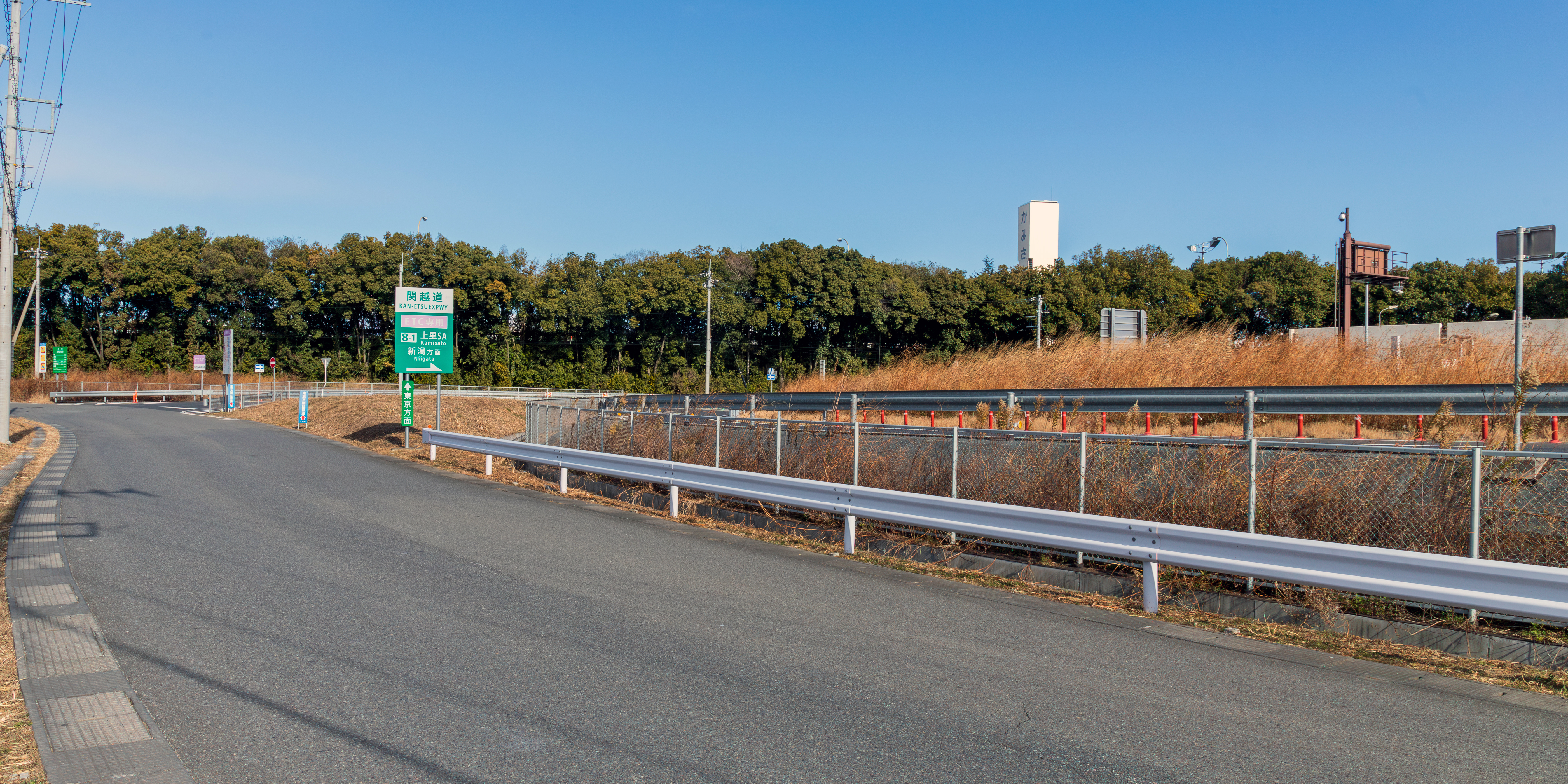
下り線SIC入口

上里スマートインターチェンジ（かみさとスマートインターチェンジ）は、上里サービスエリアに併設するスマートインターチェンジ (SIC) である。
利用可能車種は、ETC搭載の全車種（長さ12 m以下の車両）で24時間運用。上下線ともに出入可となっている。
上下線とも流出入路は新潟寄りに設置されているため、上り線は流入時、下り線は流出時にSA施設が利用できる構造である。

## 隣
E17 関越自動車道
(8) 本庄児玉IC - (8-1) 上里SA/SIC - (9) 藤岡JCT